# Robert Poirier (Leichtathlet)

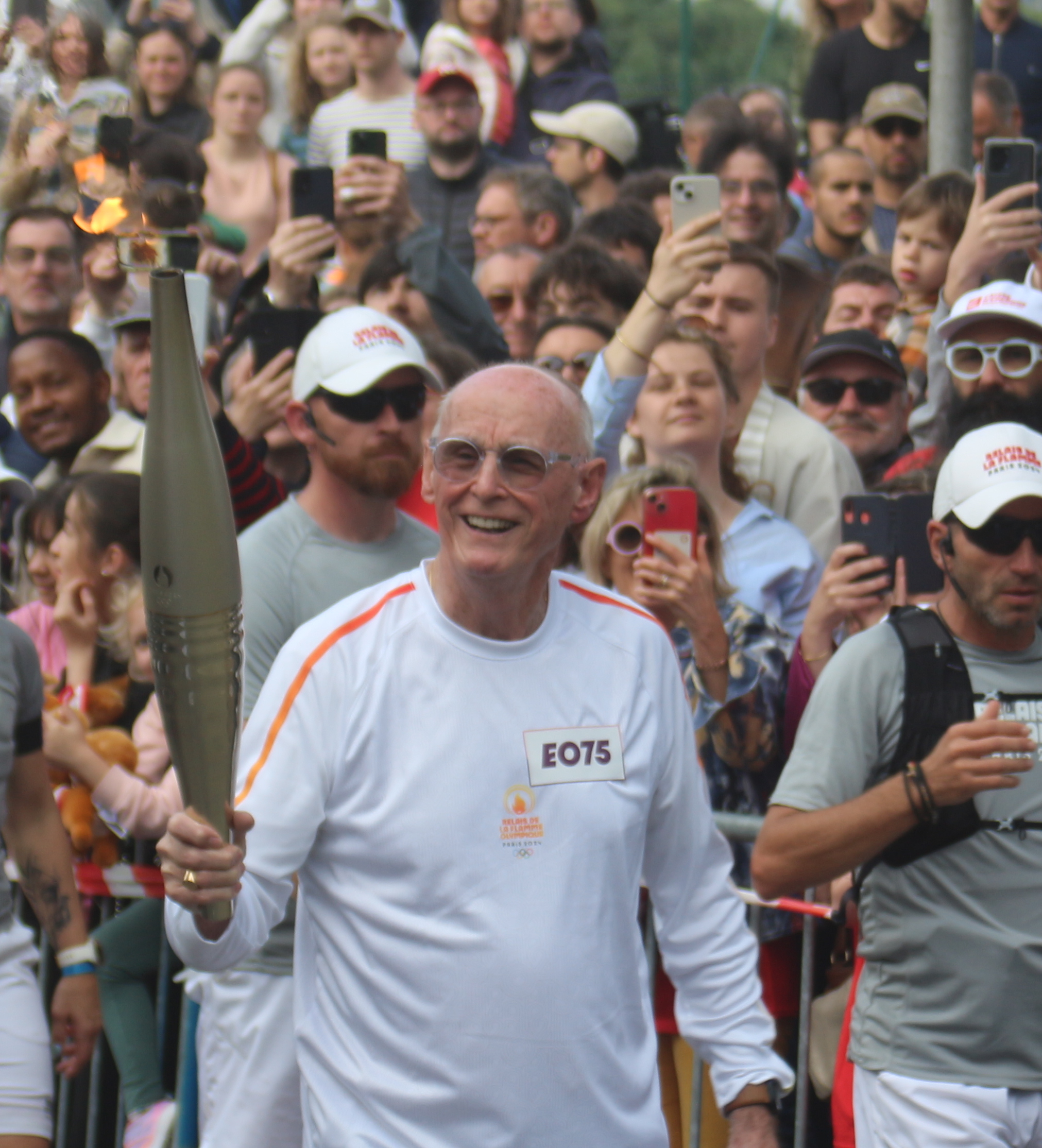
Robert Poirier beim olympischen Fackellauf 2024 in Rennes

Robert René Poirier (* 16. Juni 1942 in Rennes) ist ein ehemaliger französischer Leichtathlet. Er gewann bei Europameisterschaften eine Bronzemedaille im 400-Meter-Hürdenlauf.

## Sportliche Karriere
Der 1,83 Meter große Poirier startete für Stade Rennes. Er gewann 1963 sowie von 1965 bis 1968 den französischen Meistertitel über 400 Meter Hürden. Bei der Universiade 1965 in Budapest wurde er in 50,7 Sekunden Zweiter hinter dem Italiener Roberto Frinolli und vor Ron Whitney aus den Vereinigten Staaten.
International trat Poirier von 1962 bis 1968 bei 31 Wettkämpfen mit der französischen Nationalmannschaft an. 1963 bei den Mittelmeerspielen in Neapel siegte Roberto Frinolli vor den beiden Franzosen Edmond Van Praagh und Robert Poirier. 1964 bei den Olympischen Spielen in Tokio traten mit Jean-Jacques Behm und Robert Poirier zwei Franzosen im 400-Meter-Hürdenlauf an, beide schieden im Vorlauf aus.
Bei den Europameisterschaften 1966 in Budapest wurde zuerst der 400-Meter-Hürdenlauf ausgetragen. Alle drei Franzosen erreichten das Finale. Hinter Roberto Frinolli und dem Westdeutschen Gerd Loßdörfer gewann Poirier in 50,5 Sekunden die Bronzemedaille vor dem zeitgleichen Wassyl Anissimow aus der Sowjetunion. Jean-Jacques Behm kam als Siebter ins Ziel und Alain Hébrard als Achter. Die 4-mal-400-Meter-Staffel mit Jean-Pierre Boccardo, Michel Samper, Robert Poirier und Jean-Claude Nallet erreichte den vierten Platz bei gleicher Zeit wie die drittplatzierte Staffel aus der DDR. Zwei Jahre später bei den Olympischen Spielen 1968 in Mexiko-Stadt lief Poirier im Vorlauf über 400 Meter Hürden mit 50,51 Sekunden die schnellste Zeit seiner Karriere. Im zweiten Halbfinale lief er in 51,23 Sekunden als Sechster ins Ziel, für die Finalteilnahme war eine Zeit von unter 50 Sekunden erforderlich.

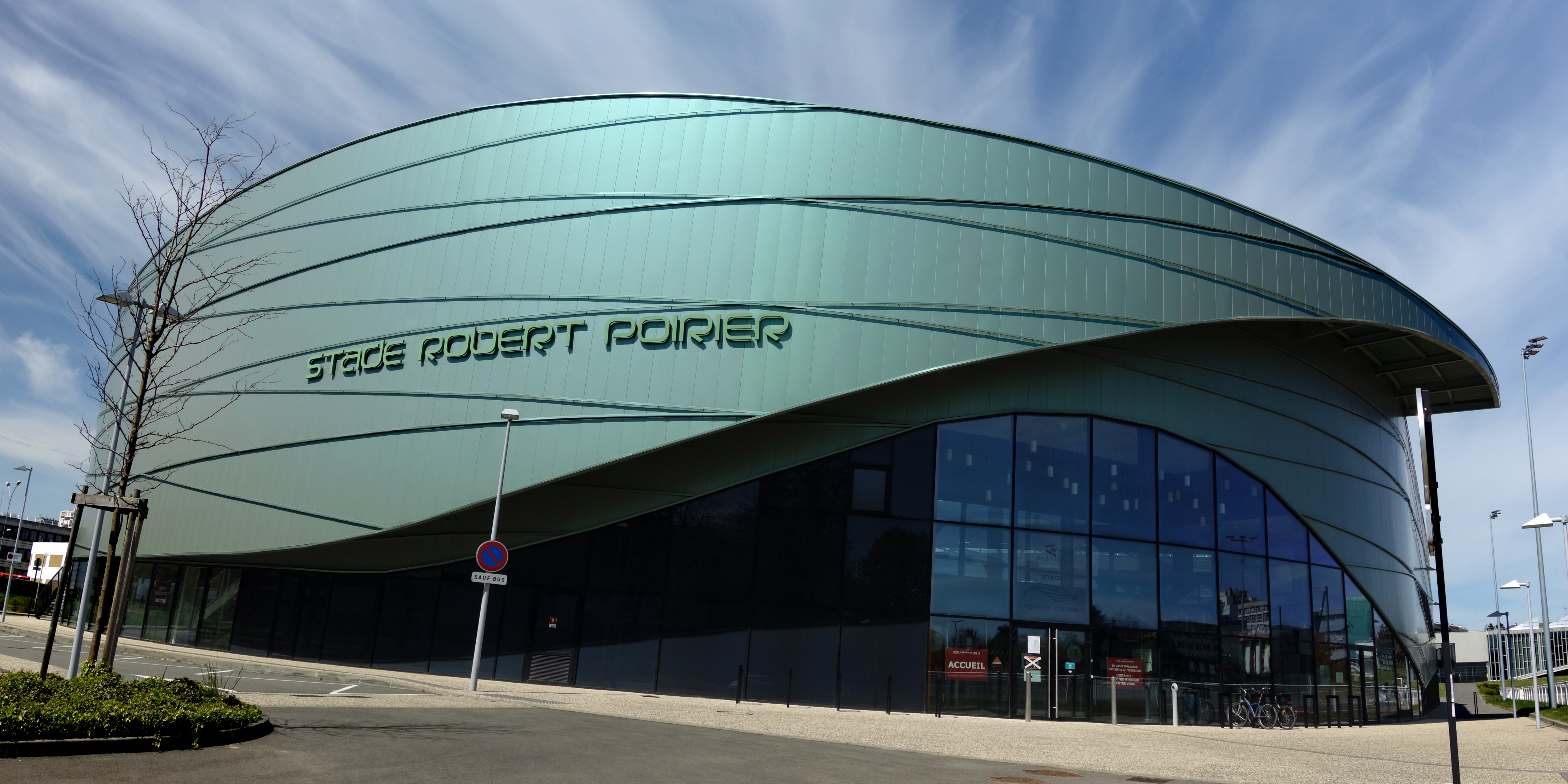
Stade Robert-Poirier (2021)

Robert Poirier war langjähriger technischer Direktor des französischen Leichtathletikverbandes. Auf dem Universitätscampus in Rennes wurde 2015 die Leichtathletikhalle Stade Robert Poirier eröffnet.